# Max Klinger
Max Klinger (Leipzig, 18 de febrero de 1857-Großjena, 5 de julio de 1920) fue un escultor, pintor y artista gráfico simbolista alemán.
Estudió en Karlsruhe. Admiraba los grabados de Menzel y Goya. Pronto se convirtió en un grabador con talento e imaginativo.
Es un escultor realista que intenta reproducir con la mayor veracidad el modelo, lo que le lleva incluso a combinar materiales diferentes en la misma obra. Pone esta técnica al servicio de ideas abstractas, con lo que el resultado se aparta del realismo y se acerca al simbolismo.

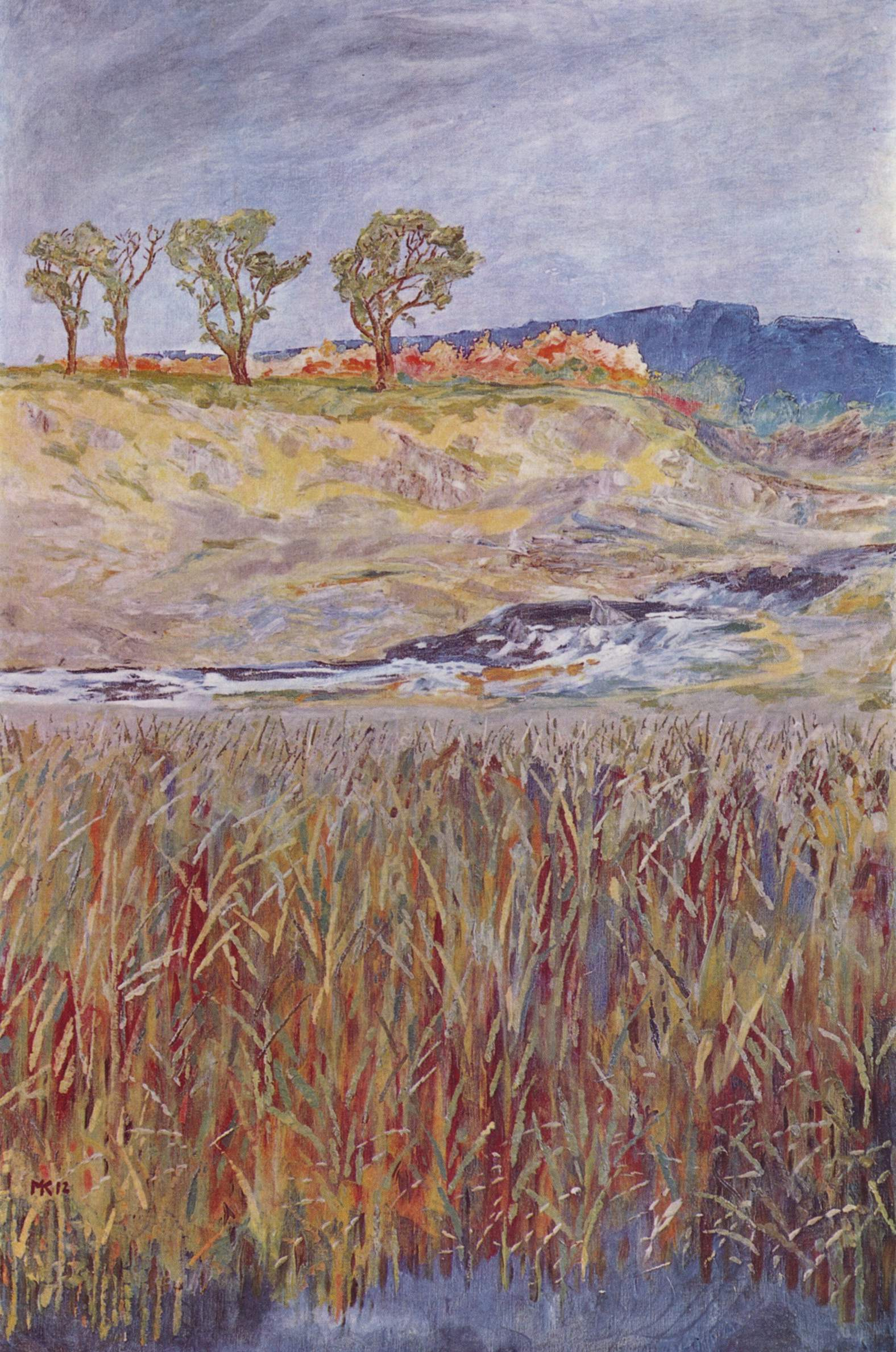
Paisaje a orillas del Unstrut, 1912, óleo sobre lienzo, 192 x 126 cm, Altenburgo, Lindenau-Museum